# Vlada Stošić
Vlada Stošić (nascut el 31 de gener de 1965 a Urane, llavors República Federal Socialista de Iugoslàvia) és un futbolista serbi, ja retirat. Jugava de migcampista.

## Trajectòria
Format al planter de l'Estrella Roja de Belgrad, Stosic no va tenir un lloc en l'equip capitalí fins al 1988. Abans, ja havia debutat en la lliga del seu país en equips com el FK Rad Belgrad i el FK Radnicki Nis, i el Footscray JUST d'Austràlia. A l'Estrella Roja, una vegada consolidat, hi milita quatre campanyes, on juga un centenar de partits, inclosos els de la darrera edició de la lliga de la RFS Iugoslava. Amb l'Estrella Roja a més a més, es va proclamar Campió de la Copa d'Europa de 1991.
El gener de 1992 passa a la lliga espanyola. Primer en el RCD Mallorca, amb el qual debuta en partit contra l'Oviedo. Eixe any els illencs són cuers i baixen a Segona. Stosic els acompanya un any en la categoria d'argent abans de retornar a Primera de la mà del Reial Betis.
Va estar-se dos anys a Sevilla, sent titular ambduès campanyes, amb 35 i 37 partits de lliga respectivament. L'estiu de 1997 disputa la Lliga estival de Mèxic, a les files de l'Atlante, amb 16 partits i 2 gols. Quan acaba eixa competició, retorna a Europa, aquesta vegada a la lliga portuguesa, amb el Vitoria de Setúbal. Al club lus roman dos anys, però amb menys participació que adés. Finalment, el 1999 penja les botes.

## Selecció
Stosic va jugar un partit amb la selecció de futbol de la República Socialista Iugoslava, el 1990.